# Emil und die Detektive (1931)
Emil und die Detektive ist ein deutscher Spielfilm von Gerhard Lamprecht aus dem Jahr 1931. Er basiert auf dem gleichnamigen Roman von Erich Kästner. Dieser frühe Tonfilm gilt als bedeutendes Werk der deutschen Filmgeschichte und wird bis heute in der Filmkritik allgemein als beste Verfilmung von Emil und die Detektive betrachtet.

## Handlung
Emil Tischbein lebt zusammen mit seiner verwitweten Mutter in Neustadt, einer fiktiven Kleinstadt im Deutschland der Weimarer Republik. Emil ist ein braver Junge und versucht, seiner Mutter wenig Kummer zu machen, da auch die finanzielle Lage der beiden schwierig ist. Trotzdem macht auch Emil als „echter“ Junge mal ein paar Streiche. So gestaltet er beispielsweise ein Denkmal so um, dass es dem örtlichen Wachtmeister Jeschke verblüffend ähnlich sieht. Als Jeschke dies bemerkt, ist er von dieser „Denkmalschändung“ nicht begeistert. Zum Glück findet der Wachtmeister aber nicht heraus, dass Emil daran beteiligt war.
Emil wird in den Ferien zu seiner Großmutter nach Berlin geschickt. Er soll für sie 140 Reichsmark (damals etwa der Monatslohn einer Friseurin) mitnehmen, die er aus Vorsicht noch zusätzlich mit einer Nadel in seiner Jackentasche befestigt. Auf der Zugfahrt nach Berlin sitzt Emil mit einem zwielichtigen Unbekannten im Abteil, der sich als Herr Grundeis vorstellt. Als der Unbekannte bemerkt, dass Emil viel Geld bei sich hat, bietet er dem Jungen Bonbons an, die eine Droge enthalten. Während Emil fantasiert, stiehlt Grundeis ihm das Geld. Schließlich schwebt Emil berauscht um den Verkehrsturm am Potsdamer Platz.
Erst am Berliner Bahnhof Zoo kommt Emil wieder zu sich. Er sieht gerade noch, wie Grundeis vom Bahnsteig verschwindet. Sofort nimmt Emil die Verfolgung auf, was sich in der fremden Stadt als sehr schwierig erweist. Er traut sich wegen der alten Geschichte mit Wachtmeister Jeschke auch nicht, die Polizei um Hilfe zu bitten. Durch Zufall trifft er auf „Gustav mit der Hupe“. Gustav erklärt sich schnell bereit, Emil zu helfen. Und da Gustav der Anführer einer Kinderbande ist, sind schnell viele Helfer zusammengetrommelt, die Grundeis überwachen.
Währenddessen warten Emils Kusine Pony Hütchen und die Großmutter am Bahnhof Friedrichstraße vergeblich auf die Ankunft Emils. Also werden diese von der Kinderbande informiert. Die Großmutter macht sich schreckliche Sorgen. Da Pony Hütchen die Jungen begleitet, beruhigt sie sich etwas. Am Abend versucht Emil in einer Verkleidung als Hotelpage, sein Geld aus dem Hotelzimmer von Herrn Grundeis zurückzuholen. Emil entwendet zwar erfolgreich dessen Geldbörse, doch diese ist leer: Der Dieb hatte inzwischen schon das Geld in seinen Hut gesteckt.
Am nächsten Morgen verfolgt eine ganze Hundertschaft an mobilisierten Kindern den Dieb, sodass dieser schließlich aufgeben muss: Als er einen Hundertmarkschein in einer Bank wechseln will, wird er von Emil aufgrund der Nadellöcher in dem Schein entlarvt. Der Bankangestellte löst Alarm aus, der Dieb wird festgenommen. Auf dem Polizeirevier stellt sich heraus, dass es sich bei Grundeis um den steckbrieflich gesuchten Bankräuber Mitlinski handelt, auf den 1000 Reichsmark Belohnung (damals fast die Hälfte eines durchschnittlichen deutschen Jahreseinkommens) ausgeschrieben sind. Als Emil schließlich mit dem Flugzeug (einer Junkers F 13) nach Neustadt heimkehrt, wird er von der Bevölkerung wie ein Volksheld am Flugplatz empfangen, und eine Kapelle spielt zu seinen Ehren.

## Hintergrund
Der Film aus dem Jahr 1931 ist die erste Verfilmung des Kästnerschen Romans. Die Dreharbeiten begannen am 6. Juli 1931 in Berlin und auf dem UFA-Studiogelände in Neubabelsberg, die Außenaufnahmen von „Neustadt“ wurden in Werder (Havel) gedreht. Aufgrund der technischen Schwierigkeiten, die bei den frühen Tonfilmen bestanden, wurden einige Außenszenen stumm aufgenommen und nachträglich mit Ton und Musik unterlegt. Insgesamt sei der Film in seiner Bildgestaltung und den Schwarzweiß-Kontrasten noch sehr den Stummfilmen verhaftet, was aber die ungewöhnlich realistische Art des Filmes mit dokumentarischen Aufnahmen des damaligen Berlins begünstige. Bekannt wurde insbesondere die expressionistisch beeinflusste Halluzinations-Szene im Zug, als Grundeis Emil einen mit Drogen versetzten Bonbon gibt und dieser daraufhin fantasiert. Laut dem britischen Filmkritiker Philip French kopierte sogar Alfred Hitchcock dies in einer Szene aus seinem Film Eine Dame verschwindet (1938).
Für die Rollen sollen sich insgesamt 2.500 Jungen gemeldet haben, von denen zunächst fünfzig in die Vorauswahl für die Rolle des Emil kamen. Letztlich entschied sich die UFA für Rolf Wenkhaus, der hier sein Filmdebüt gab, aber anschließend nur noch zwei weitere Filme drehte. Regisseur Lamprecht kam es vor allem darauf an, dass die Kinder natürlich und nicht gekünstelt agierten. Der überwiegende Teil der männlichen Kinderdarsteller gab hier sein Filmdebüt, doch „Pony Hütchen“-Darstellerin Inge Landgut war bereits seit 1927 im Filmgeschäft und hatte somit bereits vier Jahre Erfahrung. Ebenfalls 1931 spielte Landgut auch das ermordete Kind in M (1931). Viele der jugendlichen Hauptdarsteller kamen wenige Jahre später im Zweiten Weltkrieg als Soldaten ums Leben, darunter Rolf Wenkhaus (Emil), Hans Schaufuß (Gustav mit der Hupe) und Hans-Albrecht Löhr (der kleine Dienstag). Hans Richter, der hier als Fliegender Hirsch sein Filmdebüt gab, überlebte dagegen den Zweiten Weltkrieg und konnte sich eine lange Schauspielkarriere aufbauen.
Den Autor Erich Kästner kann man dabei in einem Cameo-Auftritt Zeitung lesend in der Straßenbahn sehen, in die Emil steigt, als er in Berlin ankommt.
Das Drehbuch zu diesem Film schuf der damals noch relativ unbekannte und später in Hollywood als Regisseur berühmt gewordene Billy Wilder. Vor Wilder hatte sich Erich Kästner selbst am Drehbuch versucht, wegen seiner Unerfahrenheit mit Drehbüchern wurde allerdings Emmerich Pressburger als sein Co-Autor verpflichtet. Die Zusammenarbeit zwischen Kästner und Pressburger scheiterte jedoch bereits im Anfangsstadium: „Bis früh ½ 5 Uhr hab ich das Emil-Filmmanuskript gelesen … Das Manuskript ist ekelhaft … Die ganze Atmosphäre des Buchs ist beim Teufel. Und ich werde Anfang der Woche saugrob werden, wenn ich mit Stapenhorst rede;“ so Erich Kästners damals recht ungehaltener Kommentar. Kästner beklagte sich unter anderem darüber, dass Emil in Pressburgers Drehbuch einem Mann die Busfahrkarte stehlen und an einem Haus einen Blumentopf entwenden sollte. Nach diesen Auseinandersetzungen verpflichtete man Billy Wilder als Drehbuchautor. Da Wilder recht einfühlsam mit dem Stoff umging und sich im Wesentlichen an der Romanvorlage orientierte, akzeptierte Kästner schließlich Wilders Version. Als Kästner, der schon viele Filmkritiken verfasst hatte, den Rohschnitt des Films gesehen hatte, schrieb er seiner Mutter, dass er den Film „nicht besonders“ finde. Doch „meinten alle andern, der Film sei sehr schön und werde großen Erfolg haben.“

## Auszeichnungen
2003 erstellte die Bundeszentrale für politische Bildung in Zusammenarbeit mit zahlreichen Filmschaffenden einen Filmkanon für die Arbeit an Schulen und nahm diese Verfilmung in diese Liste mit auf.

## Rezeption
Die Welturaufführung des Films fand am 2. Dezember 1931 in Berlin statt. Emil und die Detektive brachte ungewöhnlich hohe Einspielergebnisse. Selbst in London und New York wurde der Film ein Jahr lang gezeigt. Der außerordentliche Erfolg machte es schließlich möglich, dass der Streifen sogar noch zu Weihnachten 1937 – als Kästner von den Nazis längst mit Schreibverbot belegt worden und Wilder in die USA ausgewandert war – in einem Berliner Kino lief. Erst danach wurde der Film verboten. Bis heute gilt Emil und die Detektive als ein wichtiges Werk des frühen Tonfilms und wird häufig als beste Verfilmung von Kästners Roman angesehen.

„Das Manuskript schrieb Billy Wilder. Ein junger Autor, über dessen Qualitäten viel gestritten wurde und der sich bisher, immer tastend nach neuen und originellen Formen, vielleicht hier und da noch etwas unsicher bewegte. Er verzeichnet jetzt einen Treffer ins Schwarze. Zeigt eine geradezu überragende Begabung für bestimmte Stoffe und rückt mit einem Schlag mit diesem Werk in die Reihe der ganz Großen. Er schafft seinem Film ein geradezu faszinierendes Tempo, führt seine Handlung mit logischer Konsequenz auf der Linie des Sensationsdramas von Anfang an bis zu dem Augenblick, wo sich der gewöhnliche Dieb zum Bankräuber entpuppt. Er hat in seinen jugendlichen Darstellern eine Begeisterung für den Stoff entzündet, die unerhört ist ...“

„Die Ufa kann wieder einen Erfolg verbuchen. Einen Bombenerfolg sogar. Erwachsene wie Kinder jubelten gestern diesem neuen Stapenhorst-Film begeistert zu … Eine glückliche Idee war es, Erich Kästners prächtigen Jungens-Roman als Stoff heranzuziehen. Diese Geschichte von den entschlossenen Bengels, die es auf eigene Faust unternehmen, einen ausgekochten Betrüger zur Strecke zu bringen, ist frisch-originell, bietet vor allen Dingen filmische Möglichkeiten. Die auch der Manuskriptverfasser Billy Wilder zu nutzen verstand … Dieser Film hat Atmosphäre. Von ihm geht eine Frische aus, eine Jungenhaftigkeit, die mitreißt. Das ist eine Welt, erfasst mit der Phantasie und Illusionskraft des Kindes … Gerhard Lamprecht, dem Regisseur, gebührt hierfür allererste Anerkennung. Das geht ohne Stocken vom (raffiniert stummen) Anfang bis zum bravourösen Schluss. Dieses Jungen-Abenteuer scheint tatsächlich erlebt. Eine besonders interessante Stelle des Films übrigens die Traum-Vision im Eisenbahnzug, die unwillkürlich auch dem Erwachsenen einen leisen Schauer einflößt … Wesentlich zum Erfolg trug die einfallsreiche musikalische Illustration Allan Greys bei, die streckenweise geradezu zum wesentlichen Träger der Handlung wird. Der Film wurde glücklich eingeleitet durch die musikalischen Darbietungen des Schülerorchesters der Treitschke-Schule, das u. a. auch sehr hübsch die reizende Kindersymphonie von Josef Haydn zum Vortrag brachte.“

„Das war eine Begeisterung in der gestrigen 5-Uhr-Vorstellung, in der das jugendliche Element eine erhebliche Minorität repräsentierte. Ein so intensives Miterleben der Vorgänge auf der Leinwand war im Kino-Parkett schon lange nicht da. Während des ganzen Films gab es laute oder gedämpfte Entzückensrufe, und die Angehörigen der Kinder hatten alle Mühe, die vor lauter Aufregung zapplig gewordenen auf ihren Sitzen ruhig zu halten. Vor einer Besprechung dieses Films gilt zu sagen: Dieses ist nicht nur ein Film für Kinder. Jeder Erwachsene, der nicht völlig die Freude am primitiven sich freuen verloren hat, muss diesen Film reizend und sehenswert finden. Es muss schon einer sehr verknöchert oder sehr blasiert sein, wenn er nicht nach den ersten zweihundert Metern auf der Leinwand seine zehn oder dreißig oder fünfzig Jahre ‚Erwachsenen-Dasein‘ vergisst und als Kind den Sorgen und Freuden der Kinder folgt … Wer Lamprecht an der Arbeit mit seinen Kindern gesehen hat, kann ermessen, wie viel aufopfernde Liebe und Geduld in diesem belichteten Zelluloid steckt. Er hat keine Stars, keine ‚Schauspieler‘ aus seinen Kindern gemacht, er hat sie nicht zum Mimen in Großaufnahme verleitet: Sie sollen natürliche Kinder sein und sind es auch… Es gab riesigen Applaus, während des Films und zum Schluss, als die ‚Stars‘ in Originalkostümen auf die Bühne kamen.“

„Es ist bedauernswert, dass das Publikum, welches den deutschsprachigen Kinderfilm Emil und die Detektive gestern Nachmittag im Ufa-Cosmopolitan Willkommen hieß, nicht die Chance bekam, die jungen Schauspieler in Person zu treffen; so wie es geschehen war, als dieser erfreuliche Film vor einigen Wochen seine Premiere am Kurfürstendamm-Theater in Berlin feierte. Denn jedermann hätte es wirklich genossen, diese cleveren Jungen zu sehen, welche einen eloquenten Beweis dafür bilden, dass Hollywood keineswegs ein Monopol auf talentierte Kinderschauspieler hat. Diese, welche sich vielleicht einbilden, dass nur amerikanische Kinder Rechte auf Spiele wie Räuber und Gendarm und ähnliches hätten, werden feststellen, dass dies nicht der Fall ist und sich niedersetzen, um sich der interessanten und rasanten Entwicklung einer Geschichte zu erfreuen (…). Da sind viele gute Szenen, die Kameraarbeit sowie die Tonaufnahmen sind exzellent.“

„Die literarische Figur des Detektivs ist eng mit demokratischen Institutionen verbunden. Durch sein Loblied auf die jugendliche Detektivspielerei suggeriert ‚Emil und die Detektive‘ daher eine gewisse Demokratisierung des deutschen Alltags. Diese Folgerung wird sowohl durch die Unabhängigkeit und Selbstdisziplin der Jungen als auch durch dokumentarische Kameraarbeit unterstützt. Saubere, unprätentiöse Dokumentaraufnahmen von Berliner Straßenszenen porträtieren die deutsche Hauptstadt als eine Stadt, in der demokratische Grundrechte blühen und gedeihen. Die helle Atmosphäre, die in diesen Passagen herrscht, kontrastiert mit dem Dunkel, das um Fritz Rasp als Dieb unweigerlich herrscht. Er trägt einen schwarzen Mantel und ist jeder Zoll der Bösewicht aus dem Kindermärchen.“

„Erste Verfilmung des Romans von Erich Kästner, die kaum etwas an Frische eingebüßt hat und auch jüngeren Kindern Werte wie Demokratie und Solidarität einsichtig macht. Fesselnde, abenteuerliche Unterhaltung, die in Dramaturgie und Bildgestaltung noch ganz dem Stummfilm verhaftet ist.“

„Es ist eine lebhafte, witzige, aufregende Geschichte über die Zusammenarbeit eines Landkindes mit den pfiffigen Stadtkindern, und es vollbringt eine hervorragende Darstellung des geschäftigen Lebens in der Hauptstadt der Weimarer Republik.“

In Kästner und der kleine Dienstag wird die Entstehung von Emil und die Detektive thematisiert. In dem Fernsehfilm aus dem Jahr 2016, der die besondere Beziehung Erich Kästners zu Hans-Albrecht Löhr in den Vordergrund stellt, sind auch einige kurze Ausschnitte aus der Verfilmung zu sehen.

## Andere Verfilmungen
Es gibt insgesamt acht Verfilmungen des Buchs Emil und die Detektive:
- (Deutschland, 1931) – Regie: Gerhard Lamprecht
- (Großbritannien, 1935) – Regie: Milton Rosmer
- (Argentinien, 1950) – Regie: Antonio Momplet
- (Deutschland, 1954) – Regie: Robert Adolf Stemmle
- (Japan, 1956) – Regie: Mitsuo Wakasugi
- (Brasilien, 1958) – Regie: Alberto Pieralisi
- (USA, 1964) – Regie: Peter Tewksbury
- (Deutschland, 2001) – Regie: Franziska Buch

Bei direktem Vergleich der drei deutschen Filme bekommt man einige Einblicke in den jeweiligen Zeitgeist sowie in die Veränderungen Berlins. Die deutsche Neufassung von 1954 verwendete dabei einen nicht geringen Teil des Billy-Wilder-Drehbuchs erneut, sodass viele Dialoge gleich sind. Die britische Verfilmung von 1935 ging sogar noch weiter und ist bis in die Details eine direkte Neuverfilmung dieses Filmes von 1931: Neben den Dialogen sind selbst die allermeisten Kameraeinstellungen und Musikeinspielungen dieselben. Einzig die Handlung wurde von Berlin nach London verlegt.